# James LaBrie
Kevin James LaBrie (Penetanguishene, 5 de maio de 1963) é um cantor e compositor canadense, mais conhecido por ser vocalista da banda de metal progressivo Dream Theater.

## Biografia
Começou a cantar e tocar bateria com cinco anos. Durante a adolescência LaBrie foi membro de diversas bandas como cantor, ou como baterista. Em 1981, com a idade de 18 anos, ele se mudou para Toronto para seguir sua carreira musical. Aos 21 anos teve aulas com a professora Rosemarie Patricia Burns. Nessa época ele participou de algumas bandas sem muita expressão, com exceção da banda de Hard Rock Winter Rose que quase assinou um contrato com a Atlantic Records. Entrou no Dream Theater em 1991 após uma seleção com mais de 200 candidatos. James é casado com Karen, e tem dois filhos Chloe e Chance Abraham. É o único membro da banda que não mora nos EUA, morando em Toronto, no Canadá.

## Discografia
- (1989) Winter Rose - Winter Rose InsideOut (Relançado em cd em 1997)
- (1991) Fates Warning - Parallels
- (1992) Dream Theater - Images And Words
- (1993) Dream Theater - Live At The Marquee
- (1994) Dream Theater - Awake
- (1995) Dream Theater - A Change of Seasons
- (1996) Rush Tribute Working Man
- (1997) A Tribute to Queen Dragon Attack
- (1997) Dream Theater - Falling Into Infinity
- (1998) Explorers' Club - Age Of Impact
- (1998) Shadow Gallery - Tyranny
- (1998) Dream Theater - Once In A LIVEtime
- (1999) Tribute to ELP Encores
- (1999) Mullmuzzler - Keep It To Yourself
- (1999) Dream Theater -  Metropolis Pt. 2: Scenes from a Memory
- (2001) Dream Theater - Live Scenes From New York
- (2001) Leonardo The Absolute Man
- (2001) Mullmuzzler - Mullmuzzler II
- (2002) Dream Theater - Six Degrees Of Inner Turbulence
- (2003) Frameshift - Unweaving the Rainbow
- (2003) Dream Theater - Train of Thought
- (2004) Dream Theater - Live At Budokan
- (2004) Tim Donahue & James LaBrie Madmen & Sinners
- (2004) Ayreon - The Human Equation Inside Out
- (2005) James Labrie - Elements of Persuation Inside Out
- (2005) Dream Theater - Octavarium
- (2006) Dream Theater - Score
- (2006) Henning Pauly - Babysteps
- (2007) Dream Theater - Systematic Chaos
- (2009) Dream Theater - Black Clouds & Silver Linings
- (2010) James LaBrie - Static Impulse
- (2011) Dream Theater - A Dramatic Turn of Events
- (2013) Dream Theater - Dream Theater (álbum)
- (2013) James LaBrie - Impermanent Resonance
- (2014) Dream Theater - Breaking the Fourth Wall
- (2016) Dream Theater - The Astonishing
- (2016) Ayreon - The Source
- (2019) Dream Theater - Distance over Time
- (2020 Dream Theater - Distant Memories - Live in London
- (2021) Dream Theater - A View from the Top of the World
- (2022) James LaBrie - Beautiful Shade Of Grey
- (2025) Dream Theater - Parasomnia

## Videografia
- (1993) Dream Theater - Images and Words (Tokyo)
- (1998) Dream Theater - 5 Years In A LIVEtime
- (2000) Dream Theater - Live Scenes from NY
- (2004) Dream Theater - Live At Budokan
- (2004) Dream Theater - When Dream & Day Unite
- (2006) Dream Theater - Score
- (2008) Dream Theater - Chaos in Motion
- (2013) Dream Theater - Live at Luna Park
- (2014) Dream Theater - Breaking The Fourth Wall